# 埃镇
埃镇（法語：Eix）是法国默兹省的一个市镇，属于凡尔登区（Verdun）埃坦县（Étain）。该市镇总面积12.06平方公里，2009年时的人口为251人。

## 人口
埃镇人口变化图示